# Stanley Climbfall
Stanley Climbfall – drugi album długogrający zespołu Lifehouse wydany 17 września 2002 roku, z którego pochodzą takie single jak "Spin" i uwielbiany przez fanów "Take Me Away".

## Spis utworów
1. "Spin" – 4:50
2. "Wash" – 4:48
3. "Sky Is Falling" – 3:29
4. "Anchor" – 5:02
5. "Am I Ever Gonna Find Out" – 2:39
6. "Stanley Climbfall" – 3:49
7. "Out Of Breath" – 3:20
8. "Just Another Name" – 3:24
9. "Take Me Away" – 4:47
10. "My Precious" – 4:24
11. "Empty Space" – 5:02
12. "The Beginning" – 4:38
13. "How Long" – 5:09**
14. "Sky Is Falling" (Acoustic Version) – 2:53**
15. "Take Me Away" (Acoustic Version) - 3:56**

** - utwory, które pojawiły się w edycji specjalnej albumu.